# Guillaume II de Béarn
Pour les articles homonymes, voir Guillaume II.
Guillaume-Raymond de Moncade fut à partir de 1224 jusqu'à sa mort en 1229 seigneur de Moncade et de Castelviel en Catalogne et en tant que Guillaume II, vicomte de Béarn, de Marsan, de Gabardan et de Brulhois, en succession de son père Guillaume Ier de Béarn.

## Biographie
Son activité politique fut accaparée par la résolution des problèmes liés à la noblesse catalo-aragonaise, dont les familles se disputaient l'influence du jeune roi Jacques Ier d'Aragon. Il se consacra en particulier à la préparation de l'invasion des Baléares.
Lors de sa dernière visite en Béarn, en février 1228, il promit au représentant du roi d'Angleterre de lui prêter hommage pour les terres situées en Aquitaine (Béarn, Gabardan, Brulhois et Captieux). Cet instant marque la sortie du Béarn de l'orbite aragonaise et le début de la soumission progressive à l'Angleterre.
De retour en Catalogne, il soutint une position agressive au conseil qui se tenait à Salou, pour planifier l'invasion. En septembre 1229, la flotte partit vers Majorque, Guillaume commandant le premier vaisseau. Le lendemain du débarquement, elles remportèrent la victoire lors de la bataille de Portopí. Guillaume y trouva la mort, tout comme huit chevaliers de son lignage, dont son neveu Raymond.
La tombe de Guillaume II est située dans l'église du couvent de Sainte-Croix-Volvestre.

## Descendance
De son épouse Garsende, fille d'Alphonse II, comte de Provence et de Garsende de Sabran, comtesse de Forcalquier, il eut deux enfants :
- Gaston, qui lui succéda en 1229 ;
- Constance, qui épousa Diego López III de Haro, seigneur de Biscaye.

## Sources
- Tucoo-Chala, Pierre (1994), Quand l'Islam était aux portes des Pyrénées, Biarritz: J&D Editions.  (ISBN 2-84127-022-X).